# أفريل هاينز
أفريل دانيكا هاينز (بالإنجليزية: Avril Haines) (ولدت 29 أغسطس 1969) هي محامية أمريكية ومسؤولة حكومية سابقة شغلت منصب نائب مستشار الأمن القومي في البيت الأبيض في إدارة باراك أوباما. عملت سابقًا كنائبة مدير وكالة المخابرات المركزية، وهي أول امرأة تشغل هذا المنصب. قبل تعيينها في وكالة المخابرات المركزية، عملت كنائب مستشار الرئيس لشؤون الأمن القومي في مكتب مستشار البيت الأبيض. في 23 نوفمبر 2020، أعلن الرئيس المنتخب جو بايدن عن ترشيحه لهينز لمنصب مدير المخابرات الوطنية، مما يجعلها أول امرأة تتولى هذا المنصب.
حلت محل توني بلينكين كنائبة لمستشار الأمن القومي في البيت الأبيض، وهو المنصب الذي شغلته حتى نهاية إدارة أوباما.

## حياتها المبكرة والتعليم
وُلدت هينز في حي مانهاتن بمدينة نيويورك في 29 أغسطس 1969 لأدريان (ني رابين) وتوماس هينز. كانت والدتها فنانة ورسامة. أصيبت أدريان بمرض الانسداد الرئوي المزمن وأصيبت بمرض tuberculosis, مما أدى إلى وفاتها عندما كانت هينز تبلغ من العمر 15 عامًا. والدها عالم كيمياء حيوية وأستاذ فخري في City College، الذي ساعد في تأسيس كلية الطب بجامعة مدينة نيويورك، حيث شغل منصب رئيس قسم الكيمياء الحيوية.
بعد تخرجها من مدرسة هانتر كوليدج الثانوية، سافرت إلى اليابان لمدة عام والتحقت في كودوكان معهد النخبة للجودو في طوكيو. عام 1988، التحقت هينز بجامعة شيكاغو حيث درست في قسم الفيزياء المتقدِّمة. أثناء لك عملت في إصلاح محركات السيارات في متجر ميكانيكي في هايد بارك. وفي عام 1991 تلقت هينز تدريب الطيران في نيو جيرسي، حيث التقت بزوجها المستقبلي ديفيد دافيغي. تخرجت لاحقًا بدرجة البكالوريوس في الفيزياء عام 1992.
في عام 1992، انتقلت إلى بالتيمور في ماريلاند، وسجلت كطالبة دكتوراه في جامعة جونز هوبكنز.ثم انسحبت من العمل واشترت مع زوجها المستقبلي في مزاد علني حانة في Fell's Point في بالتيمور، والتي تم الاستيلاء عليها في مداهمة مخدرات؛  حولوا الموقع إلى محل لبيع الكتب ومقهى مستقل. سميت المتجر Adrian's Book Cafe على اسم والدتها الراحلة؛ ملأت اللوحات الزيتية الواقعية لأدريان المتجر. فاز مكتبة مدينة ورقة ' «أفضل المستقلة مكتبة» في عام 1997 وكان يعرف عن وجود مجموعة غير عادية من العروض الأدبية والكتاب المحلية، الشبقية ليال القراءة، والمطبوعات الصحفية الصغيرة. استضافت أدريان عددًا من القراءات الأدبية، بما في ذلك القراءات الشبقية، والتي أصبحت محورًا إعلاميًا عندما تم تعيينها من قبل الرئيس لتكون نائبة مدير وكالة المخابرات المركزية. عملت كرئيسة لجمعية Fell's Point Business حتى عام 1998. في عام 1998، التحقت بمركز القانون بجامعة جورج تاون، وحصلت على الدكتوراه في القانون عام 2001 

## المسار العملي والوظيفي

### الخدمة الحكومية المبكرة

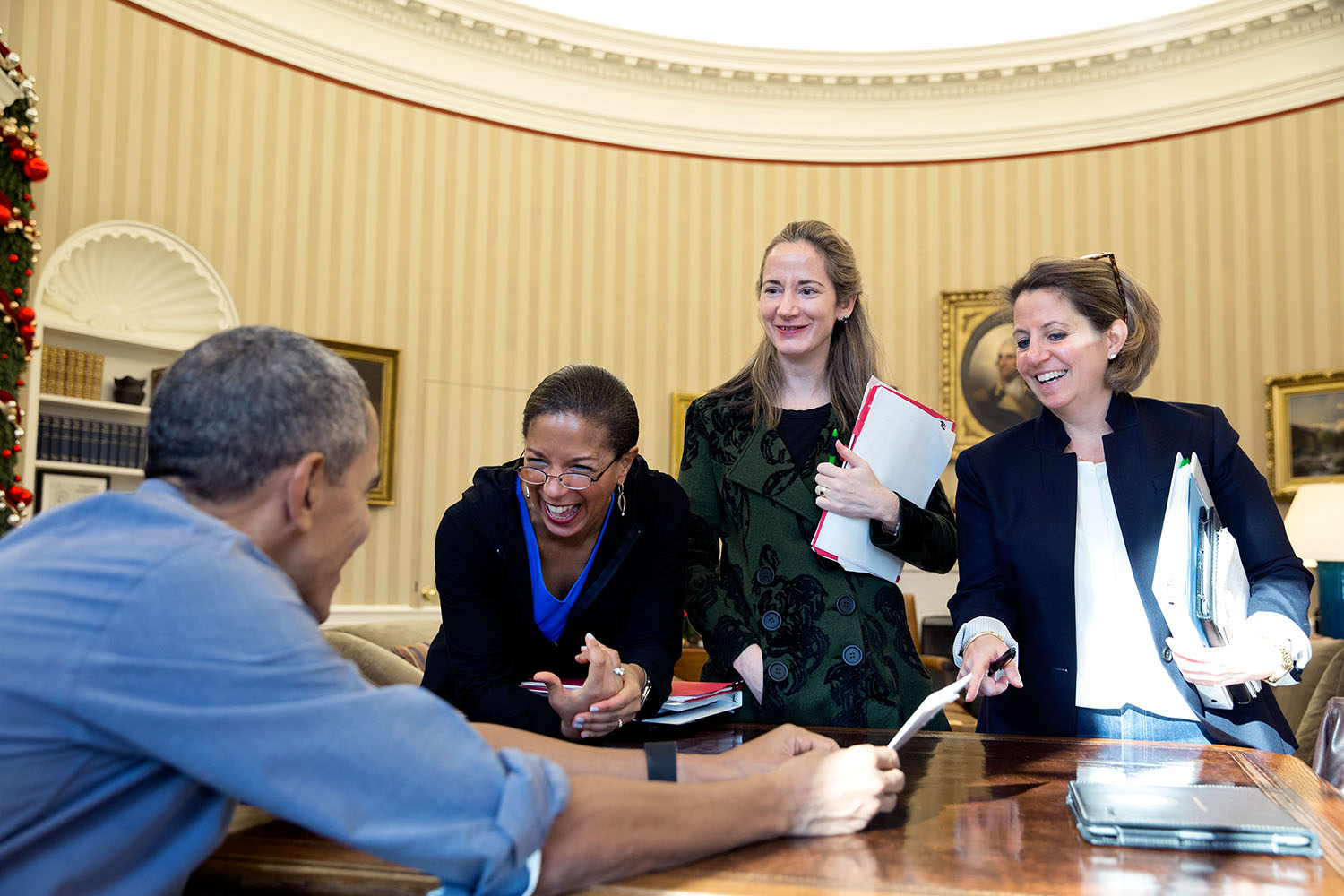
سوزان رايس (يسار)، أفريل هينز وليزا موناكو (يمين)، (2015)

في عام 2001، أصبحت هينز موظفًا قانونيًا في مؤتمر لاهاي للقانون الدولي الخاص. في عام 2002، أصبحت كاتبة قانونية في محكمة الاستئناف الأمريكية لقاضي الدائرة السادسة داني جوليان بوجز. من عام 2003 حتى عام 2006، عمل هينز في مكتب المستشار القانوني لوزارة الخارجية، أولاً في مكتب شؤون المعاهدات ثم في مكتب الشؤون السياسية والعسكرية. من عام 2007 حتى عام 2008، عملت أيضا في لجنة العلاقات الخارجية بمجلس الشيوخ الأمريكي كنائب كبير مستشاري الأغلبية الديمقراطيين في مجلس الشيوخ (تحت رئاسة جو بايدن آنذاك). ثم عملت في وزارة الخارجية كمستشارة قانونية مساعدة لشؤون المعاهدات من 2008 إلى 2010. في عام 2010، تم تعيينها للعمل في مكتب مستشار البيت الأبيض كنائب مساعد للرئيس ونائب مستشار الرئيس لشؤون الأمن القومي في البيت الأبيض.
في 18 أبريل 2013، رشحها أوباما للعمل كمستشار قانوني لوزارة الخارجية، لملء المنصب الشاغر بعد استقالة هارولد هونغجو كوه للعودة إلى التدريس في كلية الحقوق بجامعة ييل. ومع ذلك، في 13 يونيو 2013، سحب أوباما ترشيح هينز لمنصب المستشار القانوني لوزارة الخارجية، واختارت بدلاً من ذلك أن يختارها نائبًا لمدير وكالة المخابرات المركزية. تم ترشيح هينز ليحل محل مايكل موريل نائبة وكالة المخابرات المركزية والمدير السابق بالإنابة. لا يخضع مكتب نائب المدير لسلطة مجلس الشيوخ، مع تولي هاينز مهام منصبها في 9 أغسطس 2013، وهو اليوم الأخير من فترة موريل. كانت هينز أول امرأة تشغل منصب نائب المدير بينما كانت جينا هاسبل أول ضابطة استخبارات مهنية يتم تعيينها مديرة. في عام 2015، تم تكليف هينز بتحديد ما إذا كان أفراد وكالة المخابرات المركزية المتورطون في اختراق أجهزة الكمبيوتر لموظفي مجلس الشيوخ الذين كانوا يؤلفون تقرير لجنة المخابرات بمجلس الشيوخ حول تعذيب وكالة المخابرات المركزية سيتم تأديبهم. اختار هينز عدم تأديبهم، وأبطل المفتش العام لوكالة المخابرات المركزية. بعد ذلك، شاركت في مشروع وكالة المخابرات المركزية لتنقيح تقرير مجلس الشيوخ  لإصداره. كما كانت أول نائبة مستشار الأمن القومي (DNSA).
خلال السنوات التي قضتها في البيت الأبيض في عهد أوباما، لعبت هينز دورًا مهمًا في العمل عن كثب مع جون برينان في تحديد سياسة الإدارة بشأن «القتل المستهدف» بواسطة الطائرات بدون طيار. انتقد اتحاد الحريات المدنية الأمريكي بشدة سياسة أوباما بشأن القتل بطائرات بدون طيار باعتبارها فشلت في تلبية المعايير الدولية لحقوق الإنسان. أثناء تسريب البريد الإلكتروني للجنة الوطنية الديمقراطية خلال الحملة الرئاسية لعام 2016، عقد Haines باسم DNSA سلسلة من الاجتماعات لمناقشة طرق الرد على القرصنة والتسريبات.

### مسار القطاع الخاص
بعد مغادرة البيت الأبيض، تم تعيينها في مناصب متعددة في جامعة كولومبيا. وهي باحثة أولى تعمل في مشاريع كولومبيا العالمية، وهو برنامج مصمم لتقديم منحة أكاديمية لتحمل بعض التحديات الأساسية والأساسية التي يواجهها العالم. وهي أيضًا زميل في معهد حقوق الإنسان وبرنامج قانون الأمن القومي في كلية الحقوق بجامعة كولومبيا.
تعمل هايز أيضًا في اللجنة الوطنية للحزبين للخدمة العسكرية والوطنية والعامة. تم إنشاء هذه اللجنة من قبل الكونجرس لوضع توصيات لإلهام المزيد من الأمريكيين، ولا سيما الشباب، للمشاركة في الخدمة العامة ومراجعة عملية الخدمة العسكرية الانتقائية. هايينز هو أيضًا زميل متميز في معهد السياسة الأمنية والقانون بجامعة سيراكيوز.
في عام 2018، كان هينز مؤيدًا صريحًا لترشيح الرئيس دونالد ترامب المثير للجدل لجينا هاسبل لمنصب مدير وكالة المخابرات المركزية. بينما لم تعلق على سجل هاسبل، أشادت بمعرفتها بالوكالة والاستخبارات، وهو موقف أشاد به البيت الأبيض لأنه روج لتأكيد هاسبل. وبحسب ما ورد شارك هاسبل في عمليات مواقع التعذيب في المواقع السوداء السرية التابعة لوكالة المخابرات المركزية في عامي 2002 و 2003. كما اعترفت هاسبل بدورها في المساعدة في تدمير أشرطة الفيديو للتعذيب من قبل محققي وكالة المخابرات المركزية. قال زعيم تقدمي غير ربحي واحد على الأقل إنه يخشى «الانتقام المهني» للتحدث علانية في انتقاد دعم هاينز لهاسبل كمدير لوكالة المخابرات المركزية.
استشارتها مجموعة متنوعة من الكيانات الربحية ذات المصالح التجارية المتعلقة بسياسة الأمن القومي الأمريكية، بما في ذلك بالانتير للتكنولوجيا Palantir Technologies  و WestExec Advisors. في أواخر يونيو 2020، بعد فترة وجيزة من توليها دور الإشراف على اعتبارات السياسة الخارجية والأمن القومي لفريق الانتقال للحملة الرئاسية لجو بايدن 2020، أزال موقع مركز بروكينغز للدراسات الإشارات إلى شركة بلانتير والشركات الأخرى التي عملت لديها فجأة من سيرتها الذاتية كما هو منشور على الموقع الإلكتروني لمعهد بروكينغز، فيما يتعلق بالزمالة التي حصلت عليها هناك. وقد ذُكر بأنها قدّمت استشارات بخصوص التنوُّع ودور المرأة في قطاع التكنولوجيا.

### منصب مدير المخابرات الوطنية
في 23 نوفمبر 2020، أعلن الرئيس المنتخب جو بايدن عن ترشيحه لهينز لمنصب مدير المخابرات الوطنية، مما يجعلها أول امرأة تتولى هذا المنصب.
كان جونز هو المحقق الرئيسي في لجنة المخابرات بمجلس الشيوخ عندما اتُهم موظفو وكالة المخابرات المركزية باختراق أجهزة كمبيوتر اللجنة لإحباط التحقيق في تعذيب وكالة المخابرات المركزية. على الرغم من أن النتائج التي توصل إليها جونز في عام 2014 كانت تنتقد العديد من موظفي وكالة المخابرات المركزية المتهمين بالقرصنة، إلا أن هينز لم تشارك في انتقاداته، الذي ترأس مجلس مراجعة قرر أنه لا ينبغي تعذيب أو تأديب أي شخص. قال جونز إنه يأمل أن يتعلم الجمهور خلال جلسات الاستماع في مجلس الشيوخ بشأن ترشيح هاين المزيد عن مجلس المراجعة، بالإضافة إلى دور هاين في قراراته.

## المواقف السياسية

### دعمهاسبلكمديرةللاستخبارات
في عام 2018، كان هينز مؤيدًا صريحًا لترشيح الرئيس دونالد ترامب المثير للجدل لجينا هاسبل لمنصب مدير وكالة المخابرات المركزية. بينما لم تعلق على سجل هاسبل، أشادت بمعرفتها بالوكالة والاستخبارات، وهو موقف أشاد به البيت الأبيض لأنه روج لتأكيد هاسبل. قال منتقدو تأييد هاين لهاسبيل، حسبما ورد، إن هاسبل متورطة في عمليات مواقع تعذيب سرية تابعة لوكالة المخابرات المركزية في عامي 2002 و 2003 ودعمت الإيهام بالغرق. كما اعترفت هاسبل بدورها في المساعدة في تدمير أشرطة الفيديو للتعذيب من قبل محققي وكالة المخابرات المركزية. قال زعيم تقدمي غير ربحي واحد على الأقل إنه يخشى «الانتقام المهني» للتحدث علانية في انتقاد دعم هينز لهاسبل كمدير لوكالة المخابرات المركزية.

## روابط خارجية
- Official Central Intelligence Agency Biography
- Haines مرات الظهور على سي-سبان

| مناصب حكومية       | مناصب حكومية                                                | مناصب حكومية                   |
| ------------------ | ----------------------------------------------------------- | ------------------------------ |
| سبقه ميشائيل موريل | نائب مدير وكالة الاستخبارات المركزية [الإنجليزية] 2013–2015 | تبعه David S. Cohen (attorney) |
| سبقه أنتوني بلينكن | نائب مستشار الأمن القومي 2015–2017                          | تبعه K. T. McFarland           |

قالب:Deputy DCIA